# Les Aventuriers du cobra d'or
Pour plus de détails, voir Fiche technique et Distribution.
Les Aventuriers du cobra d'or (I cacciatori del cobra d'oro) est un film italien réalisé par Antonio Margheriti, sorti en 1982.

## Synopsis
Dans les Philippines après la Seconde Guerre Mondiale, le soldat américain Bob doit partir à la recherche de la relique sacrée, le Cobra d'Or. Il sera assisté dans sa mission par l'espion anglais Dave Kevin, le mystérieux Greenwater et sa nièce June.

## Fiche technique
Sauf indication contraire, les informations mentionnées dans cette section peuvent être confirmées par la base de données cinématographiques IMDb,  présente dans la section « Liens externes ».
- Titre italien : I cacciatori del cobra d'oro
- Titre français : Les Aventuriers du cobra d'or ou Les Chasseurs du cobra d'or ou Les Pillards du cobra d'or[1]
- Réalisateur : Antonio Margheriti
- Scénario : Gianfranco Couyoumdjian (it), Tito Carpi (it)
- Photographie : Sandro Marcori
- Montage : Alberto Moriani (it)
- Musique : Carlo Savina
- Décors : Elio Micheli
- Costumes : Elio Micheli
- Effets spéciaux : Edoardo Margheriti
- Producteur : Gianfranco Couyoumdjian (it)
- Société de production : Gico Cinematografica
- Pays de production :  Italie
- Langue de tournage : italien
- Format : Couleur Technicolor - 2,35:1 - Son mono - 35 mm
- Durée : 95 minutes
- Genre : Aventure
- Dates de sortie :
  - Italie : 11 août 1982
  - France : 24 août 1983

## Distribution
- David Warbeck : Bob
- Antonella Interlenghi : June/April
- John Steiner : Dave Kevin
- Luciano Pigozzi : Greenwater
- Protacio Dee (VF: Albert Augier): Yamato
- Rene Abadeza

## Autour du film
Le film est produit pour exploiter le filon du film d'aventure créé par Les Aventuriers de l'arche perdue sorti un an plus tôt.